# SS Storstad
O SS Storstad foi um navio de carga a vapor construído em 1910 pela Armstrong, Whitworth & Co Ltd de Newcastle para a AF Klaveness & Co de Sandefjord. O navio foi empregado principalmente como transportador de minério e carvão, fazendo comércio ambulante durante sua carreira. Ele é mais conhecido por abalroar e afundar o transatlântico RMS Empress of Ireland em 1914, matando mais de 1.000 pessoas.